# 1st BEST
「1st BEST」は、Hi-Fi CAMPの1枚目のフルアルバムである。2009年8月19日発売。

## 作品概要
- 今作は、5thシングル「だから一歩前へ踏み出して」を発売してから、二週間でのリリースとなる。全13曲。
- 初回生産盤はスリーブケース仕様。
- デビューから2009年8月5日までに発売されたシングルが全曲収録されている。また、デビューシングル「キズナ」のカップリング曲「Summer・D・Live」のリミックスも収録されている。
- オリコン週間8位を記録し、Hi-Fi CAMPとして初のTOP10入りを果たした。

## 収録曲
1. だから一歩前へ踏み出して
  - 作詞：SOYA、作曲：Hi-Fi CAMP

5枚目のシングル。大塚製薬ポカリスエット新CMソング。
2. 一粒大の涙はきっと
  - 作詞：SOYA、作曲：Hi-Fi CAMP

4枚目のシングル。大塚製薬ポカリスエットCMソング。日本テレビ系列「ブカツの天使」テーマソング。
3. SENDAISTA
  - 作詞：SOYA、作曲：Hi-Fi CAMP

TBS系列「王様のブランチ」7月・8月エンディングテーマ。
4. キズナ
  - 作詞：KIM SOYA、作曲：Hi-Fi CAMP

デビューシングル。映画「僕の彼女はサイボーグ」挿入歌。TBS系列「恋するハニカミ!」2008年7月エンディングテーマ。
5. 恋
  - 作詞：KIM SOYA、作曲：Hi-Fi CAMP

2枚目のシングル。
6. 枝垂れ桜
  - 作詞：SOYA、作曲：Hi-Fi CAMP
7. 仰げば尊し
  - 作詞:KIM SOYA、作曲：Hi-Fi CAMP
8. トルケスタニカ
  - 作詞：SOYA、作曲：Hi-Fi CAMP

3枚目のシングル。「失恋」の花言葉をもつチューリップの原種がタイトルになっている。
9. Summer・D・Live REMIX
  - 作詞：KIM SOYA、作曲：Hi-Fi CAMP

デビューシングル「キズナ」のカップリングのリミックスバージョン。
10. You are My Only
  - 作詞：KIM SOYA、作曲：Hi-Fi CAMP
11. コトノハ
  - 作詞：KIM SOYA、作曲Hi-Fi CAMP
12. 朧月
  - 作詞：SOYA、作曲Hi-Fi CAMP
13. ありがとう、ずっと...
  - 作詞：KIM SOYA、作曲Hi-Fi CAMP